# Heket
Heket (o anche Heqet) è una divinità egizia appartenente alla religione dell'antico Egitto. Dea della fertilità e della rigenerazione, le sue principali sedi di culto erano a Hur, nel Medio Egitto, e ad Abido.
| V28 | N29 · t | I7 |

 ḥḳt/ḥqt

forme alternative

| I7 | t · H8 |

 e 
| S38 | N28 | t · H8 |

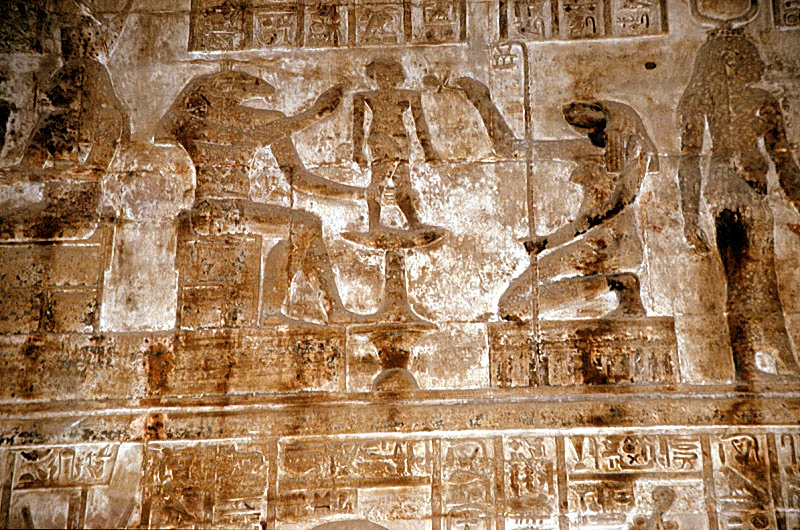
Immagine di Heket, a destra, da un rilievo del mammisi di Dendera

Ad Antinoe, nel 16º distretto dell'Alto Egitto, era venerata come sposa di Khnum ed era protettrice delle nascite e delle partorienti assistita dalle dee levatrici Iside, Nefti e Meskhenet.

Spesso era rappresentata con la testa di rana perché le rane comparivano dopo l'esondazione del Nilo ed erano quindi simbolo di abbondanza e di rigenerazione della natura.
Era la paredra del dio Thot e proteggeva l'astro solare durante la sua rinascita dall'Oltretomba.

## Nome

### Altri nomi
- Heqet
- Heget
- Hegit
- Heqat

### Origine del nome
Deriva dall'egizio Ḥaqǎtat e dal greco Έκάτη (Ekath).